# Chromatomyia fricki
Chromatomyia fricki är en tvåvingeart som beskrevs av Griffiths 1974. Chromatomyia fricki ingår i släktet Chromatomyia och familjen minerarflugor. Inga underarter finns listade i Catalogue of Life.